# Ozmium
Az ozmium egy kémiai elem, átmenetifém. A rendszáma 76, a vegyjele Os. A neve a „szag” görög osmé szóból ered, nyelvújításkori neve szagany. Ez az elem szúrós szagú, illékony oxidjára utal. Hét stabil izotópja van, 184–192 közötti tömegszámmal.

## Felfedezése
Nyers platina feldolgozása közben a királyvízben oldhatatlan maradékból fedezte fel Tennant angol vegyész 1803-ban.

## Fizikai tulajdonságai

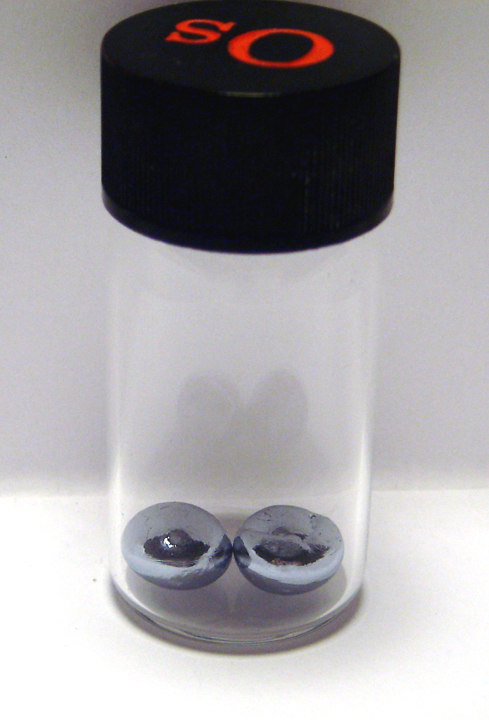
Ozmium

Kékesszürke, rendkívül kemény fém. Megmunkálni nem lehet. Minden anyag közt a legnagyobb sűrűségű (22,6 g/cm³). Olvadáspontja 3033 °C. Jó elektromos vezető.

## Kémiai tulajdonságai
A nehéz platinafémek közé tartozó nemesfém. Finom eloszlásban közönséges hőmérsékleten is lassan oxidálódik.
Fluorral és klórral hevítve egyesül, magasabb hőmérsékleten kénnel, szelénnel és tellúrral is egyesíthető. Vízgőzzel hevítve hidrogént fejleszt. Ha finom eloszlású, oldódik oxidáló savakban, továbbá alkáli-hidroxidokban és hidrogén-peroxidban. Vegyületeiben különböző vegyértékű (0, 2, 3, 4, 6, 8). Ionvegyülete nincs, csak egyes komplex anionokban fordul elő. Mégsem savképző fém, oxidjainak oldata semleges. Atom- és molekulavegyületei igen különböző színűek.

## Előfordulása
Nyers platina mellett fordul elő az ozmiridium és az ozmit, amik a két fém valamint más platinafémek ötvözetei, néha aranyat is tartalmaz, melynek neve az auriozmirid.

## Előállítása
A nyers platinát királyvízben oldják, az oldhatatlan részt cinkkel olvasztják össze; sósavban oldják és a hátramaradt port oxigénáramban hevítik, ekkor ozmium-tetroxiddá alakul és szublimál; alkálilúgban fogják fel. Az ozmium-tetroxid hidrogénnel fémmé redukálható.

## Felhasználása
Legnagyobb mennyiségben nagyon kemény ötvözetek gyártásához használják. Az ozmiridiumot töltőtoll hegyekhez használják. Vegyületeit katalizátornak alkalmazzák. Az ozmium-tetroxid szövettani metszetek festésére használatos. A ruténium-molibdén ötvözetek 10,6 K hőmérsékleten szupravezetők.

## Élettani hatások
Az ozmium egyik vegyülete, az ozmium-tetroxid erősen mérgező, koncentrációja a levegőben nem haladhatja meg a 0,0016 mg/m3 értéket.
A fém már 10-7 koncentrációban a levegőben tüdő-, bőr- és szemkárosodást okoz.